# 学校法人日本大学
学校法人日本大学（がっこうほうじんにほんだいがく）は、東京都千代田区九段南に本部を置く学校法人。日本大学を運営する設置者。教育機関としては日本最大である。

## 基礎データ

### 所在地
- 東京都千代田区九段南4-8-24（本部）

### 理事長
| 名前       | フリガナ            | 任期                                                       | 備考                                                               |
| ---------- | ------------------- | ---------------------------------------------------------- | ------------------------------------------------------------------ |
| 圓谷弘     | ツムラヤ ヒロシ     | 1946年7月                                                  |                                                                    |
| 呉文炳     | クレ フミアキ       | 1946年7月 - 9月                                            | 総長兼任、 総裁（1946年1月 - 6月）、 会頭（1946年7月 - 1958年6月） |
| 佐藤運雄   | サトウ カズオ       | 1946年9月 - 1949年12月                                     |                                                                    |
| 古田重二良 | フルタ ジュウジロウ | 1949年12月 - 1951年2月、 1951年5月 - 1968年4月（理事会長） | 会頭（1958年6月 - 1969年9月）、 会長（1969年9月 - 1970年10月）     |
| 高梨公之   | タカナシ マサユキ   | 1969年9月 - 1972年9月                                      |                                                                    |
| 永澤滋     | ナガサワ シゲシ     | 1972年9月 - 1974年10月                                     |                                                                    |
| 鈴木勝     | スズキ マサル       | 1974年10月 - 1981年9月                                     | 総長兼任                                                           |
| 柴田勝治   | シバタ カツジ       | 1981年9月 - 1993年9月                                      |                                                                    |
| 瀨在良男   | セザイ ヨシオ       | 1993年9月 - 1996年8月                                      | 総長兼任                                                           |
| 森田賢治   | モリタ ケンジ       | 1995年9月 - 2005年9月                                      |                                                                    |
| 小嶋勝衛   | コジマ カツエ       | 2005年9月 - 2008年8月                                      | 総長兼任                                                           |
| 田中英壽   | タナカ ヒデトシ     | 2008年8月 - 2021年12月                                     |                                                                    |
| 加藤直人   | カトウ ナオト       | 2021年12月 - 2022年6月                                     | 学長兼任                                                           |
| 林真理子   | ハヤシ マリコ       | 2022年7月 -                                                | 女性初                                                             |

### 総長・学長
2013年4月総長制から学長制に移行
| 歴代                | 名前       | フリガナ              | 任期                   |
| ------------------- | ---------- | --------------------- | ---------------------- |
| 初代校長            | 金子堅太郎 | カネコ ケンタロウ     | 1889年10月 - 1893年7月 |
| 第2代校長、初代総長 | 松岡康毅   | マツオカ ヤスコワ     | 1893年12月 - 1923年9月 |
| 第2代総長           | 平沼騏一郎 | ヒラヌマ キイチロウ   | 1923年11月 - 1933年3月 |
| 第3代総長           | 山岡萬之助 | ヤマオカ マンノスケ   | 1933年8月 - 1946年1月  |
| 第4代総長           | 呉文炳     | クレ フミアキ         | 1946年1月 - 1958年6月  |
| 第5代総長           | 永田菊四郎 | ナガタ キクシロウ     | 1958年6月 - 1969年8月  |
| 第6代総長           | 鈴木勝     | スズキ マサル         | 1969年9月 - 1984年8月  |
| 第7代総長           | 高梨公之   | タカナシ マサユキ     | 1984年9月 - 1990年8月  |
| 第8代総長           | 木下茂德   | キノシタ シゲノリ     | 1990年9月 - 1993年8月  |
| 第9代総長           | 瀬在良男   | セザイ ヨシオ         | 1993年9月 - 1996年8月  |
| 第10代総長          | 瀬在幸安   | セザイ ユキヤス       | 1996年9月 - 2005年8月  |
| 第11代総長          | 小嶋勝衛   | コジマ カツエ         | 2005年9月 - 2008年8月  |
| 第12代総長          | 酒井健夫   | サカイ タケオ         | 2008年9月 - 2011年8月  |
| 第13代総長/学長     | 大塚吉兵衛 | オオツカ キチベエ     | 2011年9月 - 2020年8月  |
| 第14代学長          | 加藤直人   | カトウ ナオト         | 2020年9月 - 2022年6月  |
| 第15代学長          | 酒井健夫   | サカイ タケオ         | 2022年7月 - 2024年3月  |
| 第16代学長          | 大貫進一郎 | オオヌキ シンイチロウ | 2024年4月 -            |

### 前身組織
- 皇典講究所（1889年-1898年）
- 財団法人日本法律学校（1898年-1903年）
- 財団法人日本大学（1903年-1951年）

### 併合法人
- 学校法人東京獣医畜産大学
- 学校法人日本大学豊山学園
- 学校法人山形学園

### 分割法人
- 財団法人大阪専門学校（現・学校法人近畿大学） - 完全に独立
- 財団法人日本第一学園（現・学校法人日本大学第一学園） - 分割後も提携
- 財団法人日本第二学園（現・学校法人日本大学第二学園） - 分割後も提携
- 財団法人日本第三学園（現・学校法人日本大学第三学園） - 分割後も提携
- 財団法人大阪学園（現・学校法人大阪学園） - 完全に独立

### 建学の精神（校訓・理念・学是）
日本大学では1914年に4ヶ条からなる「建学ノ趣旨及綱領」が制定され、それが戦後（1949年）の改定により「目的および使命」と形を変え、さらに創立70周年を迎えた1959年の再改定によって現在の姿となった。
また、2007年6月1日に教育理念として自主創造を選定した。

## 年表

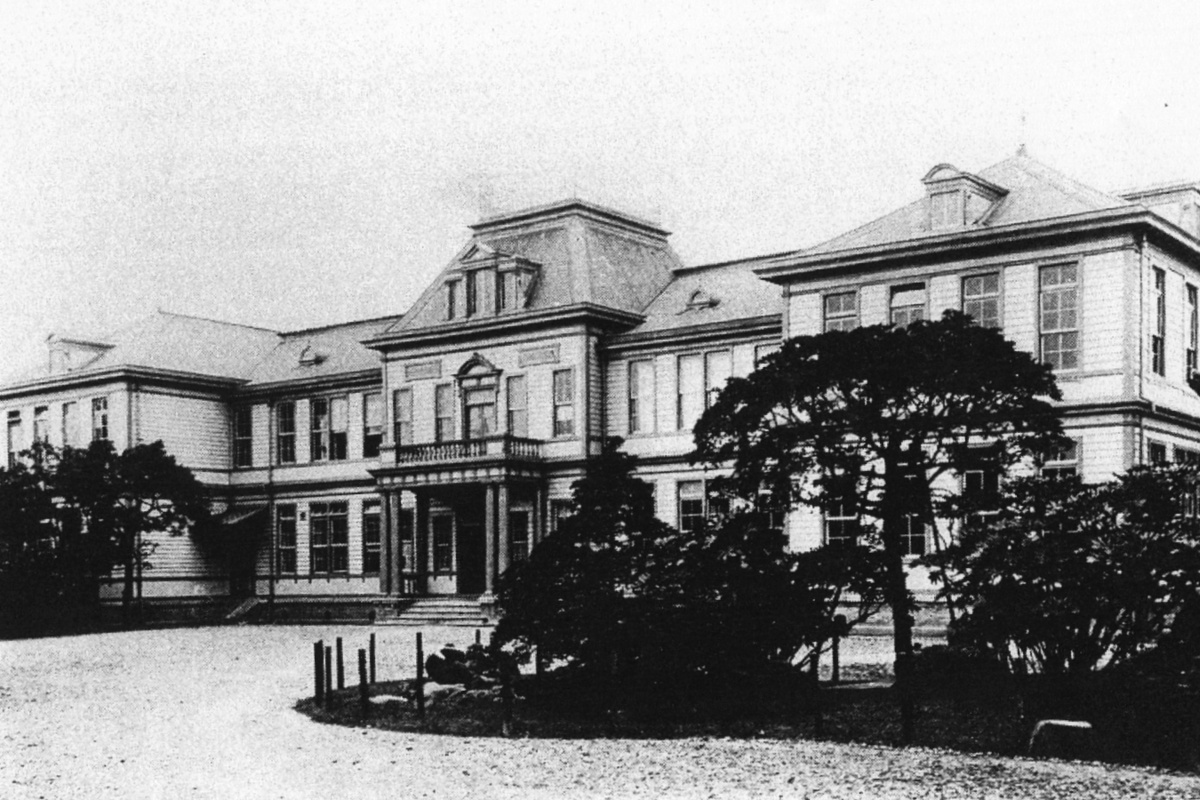
明治末期の皇典講究所

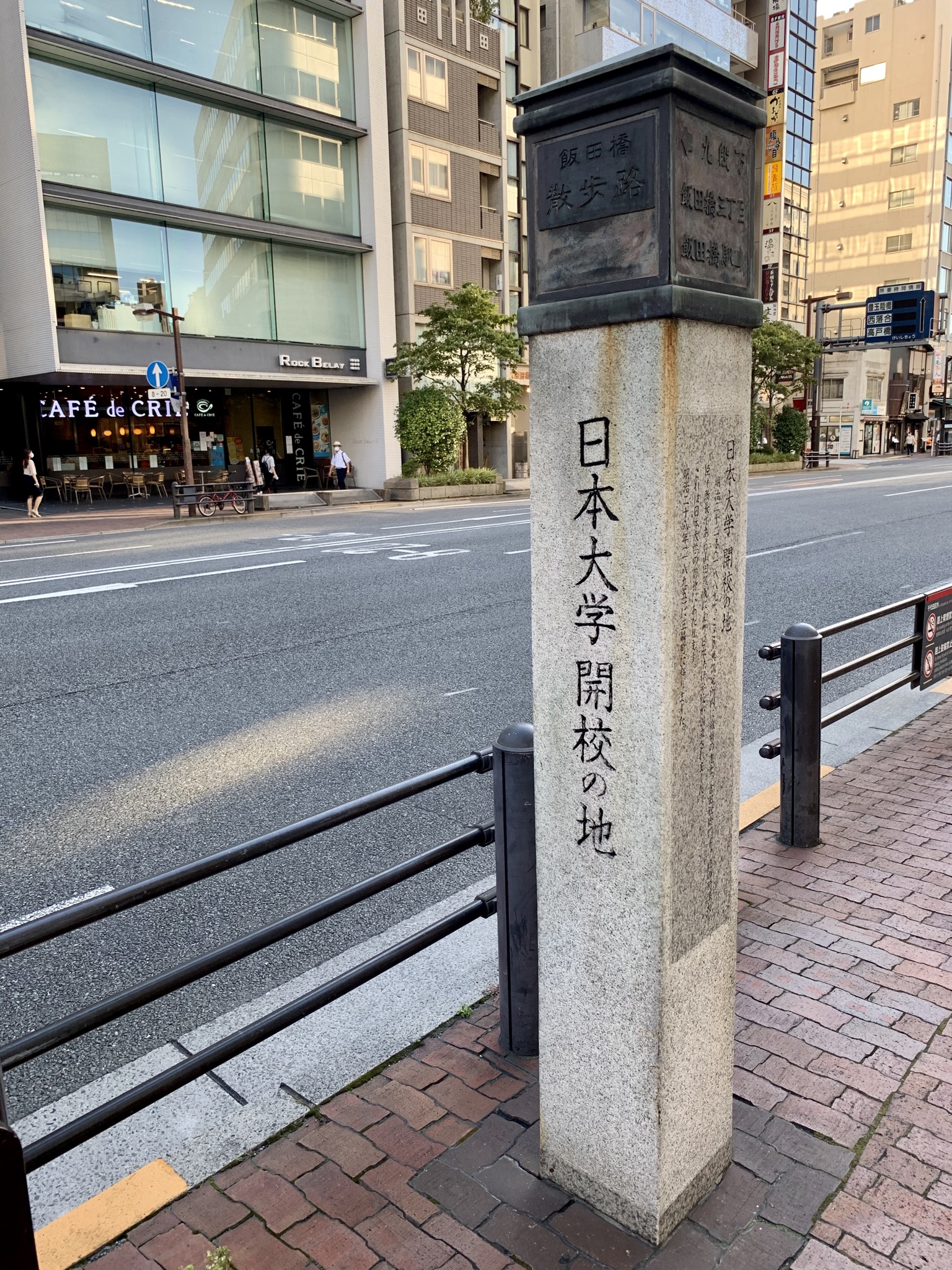
日本大学開校の地（千代田区飯田橋）

- 1889年 皇典講究所に日本法律学校（現在の法学部の前身）を創立。学祖は時の司法大臣・山田顕義。創立者は宮崎道三郎（総代）、金子堅太郎、上條慎蔵、斯波淳六郎、末岡精一、添田壽一、野田藤吉郎（長森藤吉郎）、樋山資之、平島及平、穂積八束、本多康直。初代校長に金子堅太郎（後の司法大臣）就任
- 1893年 第1回卒業式を挙行。第2代校長に（後に初代学長・総長）に松岡康毅（後の農商務大臣）就任
- 1895年 7月、三崎町校舎落成
- 1898年 高等専攻科を設置し、卒業生に日本法律学士の称号を授与。財団法人日本法律学校となり皇典講究所より分離独立する
- 1901年 高等師範科（後の文学部、現・文理学部の前身）設置
- 1903年 日本大学と改称
- 1904年 商科（経済学部および商学部の前身）設置。専門学校令による大学となる
- 1906年 初の留学生をヨーロッパへ送る
- 1913年 2月に中学校（第一普通部。現・日大一高・日大一中）を設置
- 1914年 6月、「建学ノ主旨及綱領」制定
- 1920年 大学令による大学設立（法文学部・商学部）。初めて女子の入学許可。高等工学校（理工学部の前身）設置
- 1921年 美学科（芸術学部の前身）設置。1916年創立の東洋歯科医学専門学校（歯学部の前身）を合併
- 1922年 総長・学長の二長制に移行
- 1923年 専門学校令による日本大学廃止
- 1925年 専門部医学科（医学部の前身）と日本大学専門学校（現在の近畿大学）を設置
- 1927年 3月に第二中学校（第二普通部。現・日大二高・日大二中）を、12月に幼稚園を設置。日本大学専門学校内に大阪中学校（現・大阪学園大阪高等学校）を設置。
- 1928年 4月に工学部（現・理工学部）を設置（高等工学校を昇格）
- 1929年 3月に工業学校（現・付属習志野高校）を設置。10月に私立赤坂中学校（第三普通部。現・日大三高・日大三中）を合併。専門部工科（工学部の前身）を設置
- 1930年 3月、現・JR横浜線大口駅の地に第四中学校・第四商業学校（第四普通部。現・日本大学高等学校・中学校）を設置
- 1932年 1月に医学科付属看護婦養成所（現在の医学部付属看護専門学校）を設置
- 1934年 学部教育は昼間部のみで行い専門部教育は夜間とすることを大学理事会で決定（学部教育と専門部教育とを完全分割）。日本大学歯科医学校を日本大学専門部歯科と改称

- 1935年 大学本部・図書館棟竣工

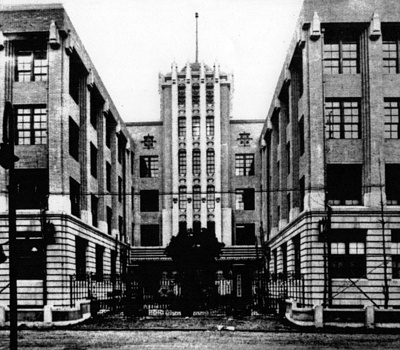
日本大学旧本部・図書館棟

- 1936年 法人の代表として総裁を置き、総長・学長を法人外役員とする
- 1937年 4月 専門部拓殖科（農学部の前身）を法文学部内に設置（3年制）。世田谷予科を設置（12月）
- 1939年 芸術科が江古田校舎に移転、日本大学専門学校を日本大学大阪専門学校と改称
- 1940年 日本大学大阪専門学校が独立、大阪中学校は日本大学にとどまる
- 1943年 3月に医学部の認可（予科3年、学部4年制）。5月、農学部（現・生物資源科学部）を神奈川県藤沢市亀井野字三屋向1866番地・通称『むらさきが丘』[5]に設置。
- 1944年 大阪中学校が独立
- 1946年 総裁を会頭と改め、理事長職を新設。4月に三島予科を設置（静岡県三島市）。第一中学校（旧制）及び第一商業学校、第二中学校（旧制）及び第二商業学校、第三中学校（旧制）及び第三商業学校が独立。8月に専門部拓殖科を廃止、農業経済科を新設。

- 1947年 2月に専門部法律科・政治経済科・商科・経済科・社会科・宗教科および高等師範部の学生募集再開。3月に 専門部工科が駿河台から福島県高瀬村および守山町の第一郡山海軍航空隊跡地に移転（郡山工科、のちの第二工学部→工学部）。6月に農学部に林学科と水産学科（神奈川県横須賀市馬堀の陸軍重砲兵学校跡地）[6]を設置。8月に法文学部に新聞学科を設置。歯学部予科を開設。
- 1948年
  - 3月 - 専門部医学科を廃止[7]。
  - 7月 - 新学制による日本大学の設置認可申請を行う。
  - 11月 - 三崎町校舎に通信教育部を設置。
- 1949年 新学制に移行。3月、神奈川県藤沢市亀井野に農林高校（現・付属藤沢高校）、神奈川県横須賀市馬堀の陸軍重砲兵学校跡地に横須賀高校を設置。
- 1950年 2月に世田谷高校（現・付属櫻丘高校）、江古田高校（定時制。昭和45年4月休校51年2月廃止）を、3月に短期大学（現在の短期大学部）を設置。農林高校を普通課程高校「日本大学藤沢高等学校」に校名組織変更。
- 1951年 学校法人日本大学認可（財団法人を学校法人へ組織変更）。2月に東北工業高校（現・付属東北高校）を設置。3月に横須賀高校を藤沢高校に併合。4月に大学院を設置。10月に東京獣医畜産大学付属高等学校を合併し、鶴ヶ丘高校に名称変更。11月に1907年創立の東京獣医畜産大学を農学部に吸収合併。
- 1952年 2月に工学部に薬学科（薬学部の前身）・工業経営学科（生産工学部の前身）を設置。3月 農学部に獣医学科を増設し、農獣医学部（生物資源科学部の前身）と改称。医学部・歯学部を新学制に移行。私立豊山中学校・高等学校が日本大学と提携、学校法人日本大学豊山学園となる
- 1954年 8月に学校法人日本大学豊山学園（現・付属豊山高校・中学校）を合併
- 1956年 12月に歯学部付属歯科技工士養成所（現在の歯学部付属歯科技工専門学校）を設置
- 1957年 12月に付属三島高校を設置
- 1959年 4月に歯科衛生士養成所（現在の歯学部付属歯科衛生専門学校）を設置
- 1960年 4月に付属明誠高校を設置
- 1961年 大学令による日本大学廃止
- 1962年 11月に学校法人山形学園山形第一高校（現在の付属山形高校）を合併
- 1966年 付属豊山女子高校を設置
- 1968年 会頭制を廃止し、会長と理事長に代表権を置く
- 1971年 日本大学松戸歯科大学（松戸歯学部の前身)を千葉県松戸市に設置
- 1974年 3月に松戸歯科大学付属歯科衛生専門学校（現在の松戸歯学部付属歯科衛生専門学校）を設置
- 1975年 日本大学松戸歯科大学を廃止して日本大学に統合、松戸歯学部とする
- 1976年 指定校（準付属に準ずる提携校）制度廃止
- 1978年 三島教養部を改組し、国際関係学部を静岡県三島市に設置
- 1980年 医学部附属看護専門学校を設置
- 1982年 日本大学会館竣工、法人本部が三崎町から移転
- 1985年 10月に付属豊山女子中学校を設置。11月に皇典講究所発祥記念碑を皇典講究所跡地（千代田区飯田橋）に國學院大學と建立
- 1987年 薬学部を設置
- 1988年 11月に付属山形中学校を設置
- 1995年 農獣医学部を生物資源科学部と改称
- 2000年 付属校提携している学校法人の名称の統一化完了（特別付属：学校法人日本大学第○学園／準付属：学校法人○○日本大学学園）
- 2002年 日本大学旧本部棟（法学部図書館）解体（2004年法学部新図書館開館）
- 2003年 付属三島中学校を設置
- 2009年 4月に付属藤沢中学校を設置
- 2010年1月7日、全額出資の事業会社株式会社日本大学事業部を設立[8]
- 2013年 総長制を廃止し学長制へと移行
- 2015年 4月1日に日本大学藤沢小学校を設置
- 2016年 危機管理学部・スポーツ科学部を世田谷区三軒茶屋に開設
- 2022年12月31日、株式会社日本大学事業部が解散[9]。

## 正付属と特別付属・準付属
学校法人日本大学は、附属学校を「付属」と表記している。そのため、本稿では以下、附属と記すべきところを全て付属と表記している。
学校法人日本大学は、付属高等学校11校、付属中学校5校、小学校1校、幼稚園1校を設置している。これらの学校は「正付属」と称され、さらに学部に併設された「併設校」とそうではない「単独校」に分かれる。
ほかに「特別付属」「準付属」と称される付属学校がある。
「特別付属校」は学内の規定ではあくまで「準付属校」の中の「特別付属校」扱いであり、戦前、日本大学の正付属校（日本大学第一、第二、第三を称する各高等学校・中学校）であったが、戦後、別に設置した学校法人に分離独立させたもので、その設立の経緯により、内部進学等の条件は正付属と同等としている。
それ以外の別の学校法人が設置した高等学校・中学校が「準付属校」である。日本大学が準付属校契約を締結した別の学校法人10法人が設置した高等学校12校、中等教育学校2校、中学校8校、小学校2校が校名として「日本大学」を称し、日本大学への推薦入学制度に加わっている。
校名は原則として、「正付属」が「日本大学○○高等学校・中学校」、「特別付属」が「日本大学第○（漢数字）高等学校・中学校」、「準付属」は「○○日本大学高等学校・中学校」に統一されている。尚、「準付属」は諸事情により提携解消したケースも存在する。
また、付属校提携があった学校法人の名称は統一されていなかったが、現在は「特別付属」は「学校法人日本大学第○学園」、「準付属」は「学校法人○○日本大学学園」に統一された。

## 現設置教育機関
- 大学・大学院（独立研究科）
  - 日本大学
  - 日本大学大学院法務研究科
  - 日本大学大学院総合社会情報研究科

- 短期大学
  - 日本大学短期大学部

- 専修学校
  - 日本大学医学部附属看護専門学校（医学部に併設）
  - 日本大学歯学部附属歯科技工専門学校（歯学部に併設）
  - 日本大学歯学部附属歯科衛生専門学校（歯学部に併設）
  - 日本大学松戸歯学部附属歯科衛生専門学校（松戸歯学部に併設）

- 高等学校（正付属）
  - 日本大学第四中学校・日本大学第四商業学校（日本大学第四普通部）→日本大学高等学校（単独校／神奈川県横浜市）
  - 日本大学農林高等学校→日本大学藤沢高等学校（生物資源科学部併設校／神奈川県藤沢市）
  - 日本大学世田谷高等学校→日本大学櫻丘高等学校（文理学部併設校／東京都世田谷区）
  - 日本大学鶴ヶ丘高等学校（生物資源科学部併設校／東京都杉並区）
  - 日本大学豊山高等学校（単独校／東京都文京区）
  - 日本大学豊山女子高等学校（単独校／東京都板橋区）
  - 日本大学三島高等学校（国際関係学部併設校／静岡県三島市）
  - 日本大学明誠高等学校（単独校／山梨県上野原市）
  - 日本大学山形高等学校（単独校／山形県山形市）
  - 日本大学工業高等学校→日本大学習志野高等学校（理工学部併設校／千葉県船橋市）
  - 日本大学東北工業高等学校→日本大学東北高等学校（工学部併設校／福島県郡山市）

- 中学校（正付属）
  - 日本大学中学校（単独校／神奈川県横浜市）
  - 日本大学藤沢中学校（生物資源科学部併設校／神奈川県藤沢市）
  - 日本大学豊山中学校（単独校／東京都文京区）
  - 日本大学豊山女子中学校（単独校／東京都板橋区）
  - 日本大学三島中学校（国際関係学部併設校／静岡県三島市）

- 小学校（正付属）
  - 日本大学藤沢小学校（生物資源科学部併設校／神奈川県藤沢市、2015年4月1日開校）

- 幼稚園（正付属）
  - 日本大学幼稚園（東京都杉並区）

- 認定こども園
  - 日本大学認定こども園（東京都世田谷区／2017年4月開園[11]）

## 旧設置教育機関
嘗ては以下の付属学校が存在したが、合併・廃校・離脱などの理由により消滅若しくは別の学校法人となっている。

### 学校法人化前（財団法人日本大学）
- 旧制大学
  - 日本大学予科（1949年新学制移行に伴い日本大学に吸収）
    - 世田谷予科・三島予科
- 旧制専門学校
  - 日本大学専門部（1949年新学制移行に伴い日本大学に吸収）
    - 法律・政治・商・経済・宗教・社会・拓殖・文・芸術・医・歯・工・高等師範科

  - 日本大学高等工学校（1928年工学部（現在の理工学部）への昇格に伴い日本大学に吸収）
  - 日本大学歯科医学校（1934年日本大学専門部歯科へ移行）
  - 日本大学専門学校→日本大学大阪専門学校（1940年分離独立／現：近畿大学／学校法人近畿大学）
- 旧制中学校
  - 日本大学中学校→日本大学第一中学校（1946年分離・特別付属へ移行／現：日本大学第一高等学校／学校法人日本大学第一学園）
  - 日本大学第二中学校（1946年分離・特別付属へ移行／現：日本大学第二高等学校／学校法人日本大学第二学園）
  - 日本大学付属赤坂中学校→日本大学第三中学校（1946年分離・特別付属へ移行／現：日本大学第三高等学校／学校法人日本大学第三学園）
  - 日本大学第四中学校（1949年新学制移行に伴い日本大学高等学校に吸収。正付属・単独校）
  - 日本大学大阪中学校（1944年分離／現：大阪学園大阪高等学校／学校法人大阪学園）
  - 日本大学大阪夜間中学校→日本大学大阪第二中学校（1944年分離／現：大阪学園大阪高等学校／学校法人大阪学園）
- 旧制実業学校　
  - 日本大学工学校→日本大学商工学校→日本大学商工学校工科→日本大学高等工学校（現理工学部）
  - 日本大学商工学校
  - 日本大学商業学校→日本大学第一商業学校→日本大学第一工業学校→日本大学第一商業学校→日本第一商業学校（1946年分離、1949年新学制移行に伴い定時制日本大学第一高等学校に改組）
  - 日本大学第二商業学校→日本大学第二工業学校→日本大学第二商業学校（1946年分離、1949年新学制移行に伴い日本大学第二高等学校に吸収）
  - 日本大学第三商業学校→日本大学第三工業学校→日本大学第三商業学校（1946年分離、1949年新学制移行に伴い日本大学第三高等学校に吸収）
  - 日本大学第四商業学校→日本大学第四工業学校→日本大学第四商業学校（1949年新学制移行に伴い日本大学高等学校に吸収。正付属・単独校）
  - 日本大学工業学校（1949年新学制移行に伴い日本大学工業高等学校（現・日本大学習志野高等学校）へ移行。正付属・理工学部併設校）

### 学校法人化後（学校法人日本大学）
- 大学
  - 日本大学松戸歯科大学（1976年日本大学に吸収／現：松戸歯学部）
- 付属高等学校
  - 日本大学江古田高等学校（夜間定時制→1976年廃校）
  - 日本大学横須賀高等学校（1951年日本大学藤沢高等学校と合併）
- 付属中学校
  - 日本大学山形中学校（2014年3月31日廃止）

## 現在準付属校提携している学校法人

### 特別付属
第二次世界大戦以前、日本大学の正付属校であったが、終戦直後に行われたGHQによる財閥解体の影響により、1946年に日本大学より分離独立し、別法人となった付属校である。その設立の経緯により、日本大学の推薦入学制度を正付属と同等に利用できる一方、他大学進学にも取り組む点がある。学内の規定ではあくまで、準付属の中の「特別付属」である。
校名は、「日本大学第（漢数字）○○」を原則としている。

#### 学校法人日本大学第一学園
1946年に独立。
- 高等学校（特別付属）
  - 日本大学中学校→日本大学第一中学校→日本第一中学校→日本第一高等学校→日本大学第一高等学校（東京都墨田区）
  - 千葉日本大学第一高等学校（千葉県船橋市）
- 中学校（特別付属）
  - 日本大学第一中学校（東京都墨田区）
  - 千葉日本大学第一中学校（千葉県船橋市）
- 小学校（特別付属）
  - 日本大学特別付属「日本第一学園小学校」→千葉日本大学第一小学校（千葉県船橋市）

旧設置教育機関
- 旧制実業学校
  - 日本大学工学校→日本大学商工学校→日本大学商工学校工科→日本大学高等工学校（現理工学部）
  - 日本大学商工学校
  - 日本大学商業学校→日本大学第一商業学校→日本第一商業学校（1949年新学制移行に伴い定時制日本大学第一高等学校に改組）

#### 学校法人日本大学第二学園
1946年に独立。
- 高等学校（特別付属）
  - 日本大学第二中学校→日本大学第二高等学校（東京都杉並区）
- 中学校（特別付属）
  - 日本大学第二中学校（東京都杉並区）

旧設置教育機関
- 旧制実業学校
  - 日本大学第二商業学校（1949年新学制移行に伴い日本大学第二高等学校に吸収）

#### 学校法人日本大学第三学園
1946年に独立。
- 高等学校（特別付属）
  - 日本大学第三中学校→日本大学第三高等学校<東京都町田市※1976年東京都港区赤坂から移転>
- 中学校（特別付属）
  - 日本大学第三中学校<東京都町田市※1976年東京都港区赤坂から移転>

旧設置教育機関
- 旧制実業学校
  - 日本大学第三商業学校（1949年新学制移行に伴い日本大学第三高等学校に吸収）

### 準付属

#### 学校法人目黒日本大学学園
1903年に設立、2019年に提携。2020年に学校法人日出学園から改称。
- 高等学校（準付属）
  - 目黒日本大学高等学校（東京都目黒区）
- 中学校（準付属）
  - 目黒日本大学中学校（東京都目黒区）
- 幼稚園（準付属）
  - 目黒日本大学幼稚園（東京都目黒区）

#### 学校法人長野日本大学学園
1959年に設立、1962年に提携。
- 高等学校（準付属）
  - 長野日本大学高等学校（長野県長野市）
- 中学校（準付属）
  - 長野日本大学中学校（長野県長野市）
- 小学校（準付属）
  - 長野日本大学小学校（長野県長野市）

旧設置教育機関
- 短期大学（日本大学との提携なし） 
  - 長野経済短期大学（長野県長野市）

#### 学校法人土浦日本大学学園
1963年に設立、提携。
- 高等学校（準付属）
  - 土浦日本大学高等学校（茨城県土浦市）
  - 岩瀬日本大学高等学校（茨城県桜川市）
- 中等教育学校（準付属）
  - 土浦日本大学中等教育学校（茨城県土浦市）
- 幼稚園（日本大学との提携なし）
  - 土浦日本大学高等学校附属幼稚園（茨城県土浦市）

旧設置教育機関
- 中学校（準付属）
  - 土浦日本大学中学校（2007年土浦日本大学中等教育学校設立に伴い廃止。）

#### 学校法人大垣日本大学学園
1963年に設立、提携。
- 高等学校（準付属）
  - 大垣日本大学高等学校（岐阜県大垣市）

#### 学校法人宮崎日本大学学園
1963年に設立、提携。
- 高等学校（準付属）
  - 宮崎日本大学高等学校（宮崎県宮崎市）
- 中学校（準付属）
  - 宮崎日本大学中学校（宮崎県宮崎市）

#### 学校法人札幌日本大学学園
1964年に設立、提携。
- 高等学校（準付属）
  - 札幌日本大学高等学校（北海道北広島市）
- 中学校（準付属）
  - 札幌日本大学中学校（北海道北広島市）

旧設置教育機関
- 高等学校（準付属→提携解消）
  - 北海道日本大学高等学校→北海道桜丘高等学校（準付属校→提携解消→別法人に移管／現：北海道栄高等学校／学校法人京都育英館）

#### 学校法人佐野日本大学学園
1964年に設立、提携。
- 短期大学（準付属 - 2017年から[14]）
  - 佐野日本大学短期大学
- 高等学校（準付属）
  - 佐野日本大学高等学校（栃木県佐野市）
- 中等教育学校（準付属）
  - 佐野日本大学中等教育学校（栃木県佐野市）

旧設置教育機関
- 中学校（準付属）
  - 佐野日本大学中学校（2010年佐野日本大学中等教育学校設立に伴い廃止。）

#### 学校法人長崎日本大学学園
1967年に設立、提携。
- 高等学校（準付属）
  - 長崎日本大学高等学校（長崎県諫早市）
- 中学校（準付属）
  - 長崎日本大学中学校（長崎県諫早市）

## かつて付属校提携していた学校法人
以下は、かつては付属校提携又は指定校提携をしていたが、現在は提携解消もししくは学校法人日本大学に吸収合併された学校法人。
本項の提携解除年は『創立115年　日本大学略年譜』（日本大学資料館設置準備室編 2004年4月発行）による。一部学校で、自校の公式な沿革に記された提携解消時期や校名変更時期等と食い違う場合がある。また、直結校の帝京高等学校については、帝京大学グループ側の資料に「直結校」と記載されており、日本大学側の資料には見受けられない為に、帝京大学グループの資料に基づき直結校として掲載した。

### 正付属
学校法人日本大学豊山学園
1952年設立・提携、1954年学校法人日本大学に吸収合併。
- 高等学校（正付属）
  - 日本大学豊山高等学校（1954年学校法人日本大学に移管）

### 旧準付属
学校法人協和学院
1926年設立、1961年提携、1976年提携解除。
- 高等学校（準付属） 
  - 水沢第一高等学校（提携解消）

学校法人旭川共立学園（現：学校法人旭川志峯学院）
1898年設立、1964年提携、1976年提携解除。
- 高等学校（準付属）
  - 旭川日本大学高等学校（提携解消／現：旭川志峯高等学校）

学校法人福井学園（現：学校法人岡山瀬戸内学園）
1960年設立、1965年提携、1974年提携解除。
- 高等学校（準付属）
  - 岡山日本大学高等学校（提携解消／現：倉敷高等学校／現：学校法人岡山瀬戸内学園）

学校法人荒井学園
1962年設立、1970年提携、1978年提携解除。
- 高等学校（準付属）
  - 高岡日本大学高等学校（提携解消／現：高岡向陵高等学校）
- 高等学校（付属提携なし）
  - 高岡日本大学高等学校魚津校舎（現：新川高等学校）

学校法人淞南学園
1961年設立、1970年提携、1992年提携解除。
- 高等学校（準付属）
  - 松江日本大学高等学校（提携解消／現：立正大学淞南高等学校）

学校法人鹿児島学園
1967年設立、提携年不詳、1974年提携解除。
- 高等学校（準付属）
  - 鹿児島日本大学高等学校（提携解消／現：龍桜高等学校）

### 旧直結校
学校法人帝京学園
1943年設立、1949年提携、提携解除年不詳（帝京大学設置頃）。
- 高等学校（直結校）
  - 帝京高等学校（提携解消／現：帝京高等学校）

### 旧指定校
準付属校に準ずる提携関係にあった学校。1976年制度廃止につき提携解消。
学校法人早鞆学園
1912年設立、1965年提携、1976年提携解除
- 高等学校（指定校）
  - 早鞆高等学校（提携解消／学校法人早鞆学園）

学校法人福原学園
1947年設立、提携年不詳、1976年提携解除
- 高等学校（指定校）
  - 八幡西高等学校（提携解消／現：自由ケ丘高等学校）

学校法人嶋田学園
1962年設立、提携年不詳、1976年提携解除
- 高等学校（指定校）
  - 飯塚高等学校（提携解消）